# Kispaka
Kispaka (szlovákul Malá Paka, németül Klein-Kapeln) Nagypaka településrésze, 1940-ig önálló falu Szlovákiában, a Nagyszombati kerületben, a Dunaszerdahelyi járásban.

## Fekvése
Somorjától 9 km-re északkeletre, Nagypaka központjától 1,7 km-re északnyugatra fekszik.

## Története
Területén már az írott történelem előtti időben is éltek emberek, amit a hévmagyarádi kultúra korhasztásos sírjai is alátámasztanak.
Kispaka az akkori Paka falu területén keletkezett II. András uralkodásának idején. 1250-ben említik először. A pozsonyi vár tartozéka, majd a pozsonyi uradalom része volt. 1715-ben 15 adózója volt. 1828-ban 56 házában 408 lakos élt, akik főként mezőgazdasággal foglalkoztak.
Vályi András szerint "Kis Páka magyar falu Poson Vármegyében, az Éberhárdi Uradalomhoz tartozandó, lakosai katolikusok, fekszik Csukár, és Nagy Pákához közel, Békével is határos, határja három nyomásbéli, kevés legelő mezőn kivűl egyéb java nints, fája fűzfa."
Fényes Elek geográfiai szótárában "Paka (Nagy és Kis), két egymáshoz közel fekvő magyar falu, Poson vmegyében, a Csalóközben, az első 41 kath., 3 evang., 1 ref., 3 zsidó lak. Kath. paroch. templommal; a második 129 kath., 1 ref., 2 zsidó lak. F. u. gr. Pálffy család seniorátusa. Ut. p. Somorja." 
A trianoni békeszerződésig Pozsony vármegye Somorjai járásához tartozott. 1938 és 1944 között ismét Magyarország része volt.

## Népessége
1910-ben 161, túlnyomórészt magyar anyanyelvű lakosa volt.
2001-ben Nagypaka 676 lakosából 376 magyar és 286 szlovák volt.

## Nevezetességei
- Klasszicista temploma a 19. század második felében épült a korábbi templom alapjain.
- Overdose tulajdonosa itt lakik.